# You Love Who You Love
"You Love Who You Love" är en låt av svenska sångerskan Zara Larsson. Den släpptes som den fjärde singeln från hennes fjärde studioalbum, Venus den 19 januari 2024 av Sommer House och Epic Records. Låten har hamnat på plats 8 i Sverige.